# 九州ベトナム友好協会
九州ベトナム友好協会（きゅうしゅうベトナムゆうこうきょうかい、英: Kyushu-Vietnam Friendship Association、略称：KVFA、ベトナム語: Hội hữu nghị Việt Nam Kyushu）は、2008年に福岡市において、九州とベトナムの様々な交流活動を促進するために九州政財界が中心となって設立した任意団体である。http://www.kyushu-kei.org/pdf/vietnam.pdf

## 概要
九州ベトナム友好協会は、九州経済国際化推進機構（経済産業省九州経済産業局などが運営）の提言に沿って設立が実現した公的な性格を帯びた任意団体である。鎌田迪貞（当時、九州経済連合会会長）が協会設立の発起人となり、初代会長に矢頭美世子（当時、株式会社やずや代表取締役社長）と初代副会長に中元弘利（元福岡市副市長）が就任した。また、福岡県とベトナムの首都ハノイ市が友好提携（姉妹都市）関係にあるため、福岡県知事と在福岡ベトナム総領事が特別顧問などに就任。第二期は、副会長が二名体制となり、ベトナムに精通する川邊義隆（株式会社八ちゃん堂代表取締役会長）と長谷川裕一（株式会社はせがわ代表取締役会長）が中元の後任を引き継いだ。その後、対外交渉の要として新設された専務理事ポストに協会設立者の一人である河原繁憲が就任した。
同協会は日越両政府より九州とベトナムの架け橋としての役割を期待され、民間外交官的な立場を有している。2009年4月、日本国の公賓として福岡県を公式訪問したベトナム最高指導者のノン・ドゥック・マイン書記長（ベトナム共産党）は福岡県知事とともに同協会会長と会見し、九州とベトナムの交流促進を要望した。現在、経済産業省九州経済産業局、福岡県、福岡県ベトナム友好議員連盟、在福岡総領事館などが同協会と連携し、ベトナム交流を推進している。
2012年9月、ベトナム社会主義共和国外務省は、九州地域における「友好促進功労者」として矢頭美世子会長と河原繁憲専務理事に「感謝状」を贈呈した。

## 沿革
- 2008年2月　九州ベトナム友好協会　設立準備委員会発足（発起人：鎌田迪貞）
- 2008年9月　九州ベトナム友好協会　設立（会長：矢頭美世子）
- 2010年9月　九州ベトナム友好協会　2期 （会長：矢頭美世子）
- 2012年9月　九州ベトナム友好協会　3期 （会長：矢頭美世子）

## 九州とベトナム交流の歴史

### 使節団
- 2008年2月　福岡県　麻生渡知事　ベトナム公式訪問
- 2009年4月　ベトナム社会主義共和国　最高指導者　ベトナム共産党　ノン・ドゥック・マイン書記長　福岡公式訪問
- 2010年7月　九州ベトナム友好協会　第1回ベトナム公式訪問
- 2012年1月　九州ベトナム友好協会　第2回ベトナム公式訪問
- 2012年9月　ベトナム社会主義共和国　外務省　ホー・スアン・ソン次官（筆頭外務副大臣）　福岡公式訪問

### 表彰
- 2012年9月　「友好促進功労者」としてベトナム社会主義共和国外務大臣が矢頭美世子会長と河原繁憲専務理事に「感謝状」を贈呈

## 組織

### 担当
- 事務局 - 福岡県福岡市南区那の川1-6-14 （株）やずや総務室内
- 会長 - 矢頭美世子
- 副会長 - 長谷川裕一、津上賢治
- 専務理事 - 河原繁憲
- 名誉顧問 - 在福岡ベトナム社会主義共和国総領事館総領事、鎌田迪貞（設立発起人）
- 特別顧問 - 経済産業省九州経済産業局長、福岡県知事、福岡市長、北九州市長、九州経済連合会会長、九州商工会議所連合会会長
- 幹事長  - 西岡潤史
- 事務局長 - 上野智裕